# Kirmes
Kirmes (en España, Los falsos héroes) es una película dramática alemana de 1960 dirigida por Wolfgang Staudte. Fue estrenada en el Festival Internacional de Cine de Berlín de 1960 donde Juliette Mayniel ganó el Oso de Plata a la mejor interpretación femenina.

## Reparto
- Juliette Mayniel - Annette
- Götz George - Robert Mertens
- Hans Mahnke - Paul Mertens
- Wolfgang Reichmann - Georg Höchert
- Manja Behrens - Martha Mertens
- Fritz Schmiedel - Sacerdote
- Erica Schramm - Eva Schumann
- Elisabeth Goebel - Wirtin Balthausen
- Benno Hoffmann - Wirt Balthausen
- Irmgard Kleber - Else Mertens
- Hansi Jochmann - Erika
- Solveig Loevel - Gertrud